# Neil Bonnett
Lawrence Neil Bonnett (Hueytown (Alabama), 30 juli 1946 - Daytona Beach, 11 februari 1994) was een Amerikaans autocoureur. Hij reed tussen 1974 tot aan zijn dood in 1994 in de Winston Cup.

## Carrière
Bonnett debuteerde in de Winston Cup in 1974. De eerste overwinningen kwamen er in 1977 toen hij de Capital City 400 op de Richmond International Raceway en de Los Angeles Times 500 op de Ontario Motor Speedway won. In 1988 won hij zijn achttiende en laatste race toen hij de Goodwrench 500 won op de North Carolina Speedway.
Tijdens een voorbereidende oefensessie voor de Daytona 500 van 1994 kreeg zijn auto een klapband waardoor hij tegen de buitenmuur van het circuit belandde. Hij was op slag dood.
Bonnett reed 362 races in de Winston Cup, waarvan hij er achttien won. Twintig keer vertrok hij vanaf poleposition. Zijn beste kampioenschapsresultaat was een vierde plaats in de eindstand van 1985. In de Busch Series won hij één keer, op de Darlington Raceway in 1983. In 2001 werd hij postuum opgenomen in de International Motorsports Hall of Fame.